# Erik Emune
Erik Emune (Erik 2. var konge af Danmark 1134-1137 og søn af Erik Ejegod og en ukendt frille. Han gjorde det af med kongsemnerne Magnus den Stærke og Harald Kesja. Tilnavnet Emune betyder "den altid huskede", "evigt mindet". Efter sin flugt til Skåne blev han også kaldt Erik Harefod.

## Kampen om kongemagten
Der vides ikke meget om Erik før drabet på hans halvbror Knud Lavard, som var hertug over Slesvig og Holsten samt en del af Nordalbingien.
Omkring 1130 ægtede Erik Malmfrid, født fyrstedatter i Novgorod og søster til Knud Lavards hustru, Ingeborg. Malmfrid var tidligere gift med Sigurd Jorsalfar, der havde skilt sig fra hende. Ægteskabet med Erik Emune var barnløst; men fra ægteskabet med kong Sigurd havde hun datteren Kristin. I en del år levede Erik Emune sammen med frillen Thunna. Med hende fik han omkring 1127 sønnen Svend Grathe. Ægteskabet med Malmfrid skaffede ham en tilknytning til Kiev, hvor hendes far Mstislav regerede.
Den 7. januar 1131 myrdede Kong Niels' søn Magnus sin fætter Knud Lavard i Haraldsted Skov ved Ringsted, efter at de havde holdt jul hos kong Niels.
Mordet udløste stor vrede hos Knud Lavards tilhængere. Knud Lavard havde to halvbrødre, Harald Kesja og Erik (jarl af Lolland den senere Erik 2. Emune).
Harald sluttede sig til Niels' styrker, efter at skåningene valgte Erik til konge, mens Erik satte sig i spidsen for et oprør mod kong Niels. De tre følgende år udkæmpedes drabelige slag ved Ribe og ved Hals i Jylland, og i 1133 kom slaget ved Værebro på Sjælland. I Viborg blev byens 2. biskop, Eskild, dræbt foran alteret i Asmild Kirke i oktober 1132. Mange mente, at Erik stod bag drabet.

## Angrebet på Konghelle i 1135
Kong Niels og Magnus vandt hver gang, og Erik måtte flygte til Norge. Men sommeren efter indgik han forbund med ærkebiskop Asser i Lund og blev vasal under den tyske kejser Lothar 3., som havde mødt Sigurd Jorsalfar en landsby i Schwaben sommeren 1111, og nu var en nær allieret af den ny pave. Til hjælp for Erik Emune sendte kejser Lothar 3. en moderne rytterhær på 300 mand til Skåne. 2. pinsedag 1134 stod den tidlige middelalders største slag ved Fodevig. Saxo beskriver meget dramatisk den blodige danske borgerkrig, som kulminerede i slaget ved Fodevig i det sydvestlige Skåne i 1134.
Erik Emune var ligeledes nært allieret med den norske konge Harald Gille, der påstod at være halvbror til Sigurd Jorsalfar og fik tildelt Halland som len af Erik Emune. Gille havde som Jorsalfar sin militære base i Konghelle.
Kong Boleslaw af Polen ville markere sig over for kejser Lothar og paven ved at angribe deres allierede i nærområdet: Erik Emune og Harald Gille. Han udstyrede sin svigersøn, den vendiske hertug Ratibor, med polske riddere og måske så meget som 600 skibe. Ratibor havde grundlagt bispedømmet Urzin og det første kloster i Pommern. Han og hans mænd hærgede sommeren 1135 langs Skånes kyst og i Lund, sæde for det skandinaviske ærkebispedømme. De fortsatte op mod Norge, bag dem lå landsbyerne øde. Omstrejfende hunde åd de døde, og på lang afstand sås skyen af skader, som fulgte styrkerne mod nord. Til Laurentius-messe 10. august 1135 holdt præsten Andreas messe i den korskirke, Sigurd Jorsalfar havde fået rejst i Konghelle, og som var opkaldt efter den splint af Jesu kors, han havde hentet i Det hellige land og deponeret i kirken. Da angreb hertug Ratibor, fem dage før hans svigerfar skulle møde kejser Lothar og pavens udsendinge i Merseburg til forhandlinger. I Heimskringla fortæller Snorre om angrebet på Konghelle. Allerede ugen efter påske var jorden begyndt at buldre som en advarsel om en trampende hær undervejs. Både Erik Emune og ærkebispen i Lund sendte bud til Konghelle om, at man måtte styrke beredskabet, da venderne var på vej. Snorre kan have hørt historien fra sin fosterfar Jon Loptsson, som var 11 år i 1135, og som igen var fostersøn af Andreas, som var præst i Konghelle i 1135.
Venderne rykkede ind i gaderne, plyndrede og satte ild på byen og skibene, der lå i havn. Befolkningen havde søgt tilflugt i kastellet, og forsvarede sig så længe, de kunne. Venderne lovede dem frit lejde, men de fleste blev alligevel taget til fange eller dræbt. Hertug Ratibor gik ind i korskirken, hvor præsten Andreas gav ham en sølvbeslået økse som gave. Venderne plyndrede kirken, før de brændte den ned. Et skrin, Sigurd Jorsalfar havde fået af Erik Emune, messebogen fra Konstantinopel med græske guldbogstaver og splinten af Jesu kors fik Andreas dog tilbage og blev sat fri. Samme nat bragte han korssplinten gennem storm og regn i sikkerhed på gården Solbjargir  nordøst for Konghelle, og senere kom den angiveligt til Nidaros. - Fem dage senere mødtes Lothar og Boleslaw i Merseburg, kyssede hinanden som kristne brødre, og kom også til enighed om de 6.000 gulddukater, Boleslaw skulle betale kejseren som årlig tribut.

## Konge
Sejrherren Erik Emune blev hyldet som konge på Leerbecks høj ved Lund. Han tog Lund som sæde og gjorde byen til Danmarks hovedstad, Metropolis Daniæ. Erik Emune udstedte et gavebrev til domkirken i Lund; det er Danmarks ældst bevarede originaldokument, og stærkt beskadiget af tidens tand. Det bekræfter, at kongen har skænket syv gårde i Skåne og på Amager til domkirken som underhold for en kannik. Skriveren hed Armarius, og stod også for afskriften af Knud den Helliges gavebrev fra 1085,  der ikke mere findes i original, men er bevaret i afskrifter.
Erik arbejdede på at få sin dræbte halvbror Knud Lavard helgenkåret for at befæste slægtens krav på tronen. Knud Lavards familie og tilhængere ønskede, at han skulle begraves i Roskilde med pomp og pragt, men Erik Emune frygtede, at Knuds popularitet skulle blive for stor. Han bestemte, at Knud blev i graven i Ringsted kirke og grundlagde i stedet i sommeren 1135 et benediktinerkloster, der skulle dokumentere miraklerne ved Knuds grav. Eriks allierede fru Bodil (måske en datter af Erik Ejegod) og hendes sønner fulgte Eriks eksempel, og stiftede 29. november samme år benediktinerklostret Skt. Peders Kloster, senere kaldt Skovkloster, i skoven nordvest for Næstved. (I 1560 omdøbt til Herlufsholm.) Fru Bodil ejede store dele af Næstved, der regner 1135 som sit fødselsår, og hun overdrog en stor del af byen til klostret.
Der var store forventninger til den nye konge. Nedskrivningen af Den sjællandske lov blev påbegyndt. Erik uddelte gavmildt len og embeder til sine tilhængere. Roskilde bispestol gav han til ærkebisp Assers nevø Eskil; han forsøgte også at forsone de tidligere fjender ved mægling.
Men han var hård mod sine fjender. Bl.a. lod han sin halvbror Harald og syv af dennes otte sønner dræbe. Herved skaffede han sig af med de fleste kongsemner i slægten.

## Korstoget til Rügen i 1136
I 1136 tog Erik Emune på korstog til Arkona på Rügen. Paven opfordrede de kristne fyrster i Europa til at kæmpe mod de vantro, så hvorfor ikke tage fat på de lokale hedninge. Soldater fik kors på skjolde og skjorter. Den ny roskildebisp Eskil holdt afskedsgudstjenesten.
Erik Emune lod soldaterne grave en kanal gennem den smalle tange mellem Arkona og Rügen, og en skakt ind under borgen, så fæstningens ene brønd blev drænet for vand. Arkona måtte overgive sig pga. vandmangel. De, som lod sig døbe, fik en ny dåbsskjorte.
Ifølge Saxo tvangsomvendte Erik indbyggerne på Rügen, men de faldt fra troen igen, straks han var rejst. Med denne korte bemærkning retfærdiggjorde Saxo alle de senere vendertogter. Siden oldkirken havde man ment, at hedningene ikke skulle tvinges ind i kristendommen. Men frafaldne skulle man med alle midler tvinge tilbage til troen; det var opfatningen siden Augustin omkring år 400. Saxos gentagne beskrivelse af venderne som sørøvere er ligeså taktisk; i 1100-tallet skulle en krig være en forsvarskrig for at fremstå som retfærdig. 

## Angrebet på Oslo i 1137
Erik Emune foretog det første kendte angreb på Oslo  og brændte byen ned til grunden. Inge Krogryg var da norsk konge. Snorre beretter i Heimskringla, at den afsatte norske konge Magnus den Blinde rejste til Danmark, hvor han blev godt modtaget af Erik Emune. De to blev enige om, at Erik skulle underlægge sig Norge med en dansk hær. Magnus skal have sagt, at hvis kong Erik kom med en hærstyrke, turde ingen i Norge skyde et spyd mod ham. Erik lod sig overtale og indkaldte til leding; han rejste med 600 skibe til Norge, og Magnus Blinde og hans mænd fulgte med. Men i Tønsberg fik de ikke lov til at gå i land eller hente vand, og mange blev dræbt. I Oslo flygtede befolkningen med Skt. Hallvards relikvieskrin fra byen, da de så en flåde komme sejlende ind ved Hovedøya. Helgenskrinet blev bragt i sikkerhed på Romerike, hvor mænd blev samlet i hast for at forsvare Oslo. De kom ned til byen næste morgen. Erik Emune havde nået at sætte ild til Hallvardskatedralen og afbrænde Oslo, inden hans flåde måtte flygte for overmagten. I katedralen lå Sigurd Jorsalfare gravlagt - han var tidligere gift med Malmfrid, hvis nuværende mand, Erik Emune, fik katedralen brændt ned. Overalt langs Oslofjorden, hvor hans mænd forsøgte at gå i land, blev de angrebet. Kong Inge Krogrygs flåde lå i Bohuslen og tog forfølgelsen op. Erik på sin side blev uvenner med Magnus, som han mente, havde holdt ham for nar ved at overtale ham til dette forfejlede hærtogt.

## Død
Hjemme i Danmark gik det mindre godt for Erik, og han fik flere og flere fjender, også blandt sine tidligere allierede. På Sjælland gjorde ærkebiskop Eskil og stormanden Peder Bodilsen oprør mod ham, og snart ulmede oprøret overalt. Erik måtte afstå fra at tage til Arkona næste sommer. Han kunne ikke vende tilbage til Lund. Han strandede i Jylland, hvor uroen også ulmede. Efter tre år på tronen var det forbi. Den 18. september 1137 blev Erik dræbt under et tingmøde på Urnehoved i Slesvig, efter sigende af en herremand ved navn Sorte Plov. Erik Emune efterlod sig dronning Malmfrid og frillesønnen Svend Grathe.

### Eftermæle
Roskildekrøniken beskriver Erik Emunde som en rex tyrannus (en tyrannisk konge), der havde spredt rædsel, hvor han kom, mens Saxo priser Erik for at have sat de gamle love i kraft, efter de blev tilsidesat under borgerkrigen. Desuden fremhæver Saxo, at Erik straffede stormændenes uretfærdigheder og "revsede de fornemmes utilbørlige havesyge med sværd og strikke". I domkirken i Lund blev Erik prist som rex gloriosus (en ærefuld konge), da han havde skænket store gaver til kirken.
Drabsmanden Sorte Plov blev taget til fange af Svend Grathe, men slap levende fra det.

## Anetavle
| \| \| \| \| \| \| \| \| \| \| \| \| \| \| \| \| \| \| \| \| 16. Thorgils Sprakeleg \| \| \| \| \| \| \| \| \| \| \| \| \| \| \| \| \| \| \| \| \| \| \| \| \| \| \| \| \| \| \| \| \| \| \| \| \| \| \| \| \| \| \| \| \| \| \| \| \| \| \| \| \| \| 8. Ulf Jarl \| \| \| \| \| \| \| \| \| \| \| \| \| \| \| \| \| \| \| \| \| \| \| \| \| \| \| \| \| \| \| \| \| \| \| \| \| \| \| \| \| \| \| \| \| \| \| \| \| \| \| \| \| \| 4. Svend Estridsen \| \| \| \| \| \| \| \| \| \| \| \| \| \| \| \| \| \| \| \| \| \| \| \| \| \| \| \| \| \| \| \| \| \| \| \| \| \| \| \| \| \| \| \| \| \| \| \| \| \| \| \| \| \| 18. Svend Tveskæg \| \| \| \| \| \| \| \| \| \| \| \| \| \| \| \| \| \| \| \| \| \| \| \| \| \| \| \| \| \| \| \| \| \| \| \| \| \| \| \| \| \| \| \| \| \| \| \| \| \| \| \| \| \| 9. Estrid Svendsdatter \| \| \| \| \| \| \| \| \| \| \| \| \| \| \| \| \| \| \| \| \| \| \| \| \| \| \| \| \| \| \| \| \| \| \| \| \| \| \| \| \| \| \| \| \| \| \| \| \| \| \| \| \| \| 19. Sigrid Storråde[fn 1] \| \| \| \| \| \| \| \| \| \| \| \| \| \| \| \| \| \| \| \| \| \| \| \| \| \| \| \| \| \| \| \| \| \| \| \| \| \| \| \| \| \| \| \| \| \| \| \| \| \| \| \| \| \| 2. Erik Ejegod \| \| \| \| \| \| \| \| \| \| \| \| \| \| \| \| \| \| \| \| \| \| \| \| \| \| \| \| \| \| \| \| \| \| \| \| \| \| \| \| \| \| \| \| \| \| \| \| \| \| \| \| \| \| 1. Erik Emune \| \| \| \| \| \| \| \| \| \| \| \| \| \| \| \| \| \| \| \| \| \| \| \| \| \| \| \| \| \| \| \| \| \| \| \| \| \| \| \| \| \| \| \| \| \| \| \| \| \| \| \| |                        |  |  |  |  |  |  |  |  |  |  |  |  |  |  |  |
| |                        |  |  |  |  |  |  |  |  |  |  |  |  |  |  |  |
| | 16. Thorgils Sprakeleg |  |  |  |  |  |  |  |  |  |  |  |  |  |  |  |
| |                        |  |  |  |  |  |  |  |  |  |  |  |  |  |  |  |
| |                        |  |  |  |  |  |  |  |  |  |  |  |  |  |  |  |
| | 8. Ulf Jarl            |  |  |  |  |  |  |  |  |  |  |  |  |  |  |  |
| |                        |  |  |  |  |  |  |  |  |  |  |  |  |  |  |  |
| |                        |  |  |  |  |  |  |  |  |  |  |  |  |  |  |  |
| | 4. Svend Estridsen     |  |  |  |  |  |  |  |  |  |  |  |  |  |  |  |
| |                        |  |  |  |  |  |  |  |  |  |  |  |  |  |  |  |
| |                        |  |  |  |  |  |  |  |  |  |  |  |  |  |  |  |
| | 18. Svend Tveskæg      |  |  |  |  |  |  |  |  |  |  |  |  |  |  |  |
| |                        |  |  |  |  |  |  |  |  |  |  |  |  |  |  |  |
| |                        |  |  |  |  |  |  |  |  |  |  |  |  |  |  |  |
| | 9. Estrid Svendsdatter |  |  |  |  |  |  |  |  |  |  |  |  |  |  |  |
| |                        |  |  |  |  |  |  |  |  |  |  |  |  |  |  |  |
| |                        |  |  |  |  |  |  |  |  |  |  |  |  |  |  |  |
| | 19. Sigrid Storråde    |  |  |  |  |  |  |  |  |  |  |  |  |  |  |  |
| |                        |  |  |  |  |  |  |  |  |  |  |  |  |  |  |  |
| |                        |  |  |  |  |  |  |  |  |  |  |  |  |  |  |  |
| | 2. Erik Ejegod         |  |  |  |  |  |  |  |  |  |  |  |  |  |  |  |
| |                        |  |  |  |  |  |  |  |  |  |  |  |  |  |  |  |
| |                        |  |  |  |  |  |  |  |  |  |  |  |  |  |  |  |
| | 1. Erik Emune          |  |  |  |  |  |  |  |  |  |  |  |  |  |  |  |
| |                        |  |  |  |  |  |  |  |  |  |  |  |  |  |  |  |
| |                        |  |  |  |  |  |  |  |  |  |  |  |  |  |  |  |

## Fodnoter
1. ↑  Der er rejst en del tvivl om identiteten af Svend Tveskægs ægtefælle, og om hvorvidt der er tale om 1. eller 2. ægtefæller og hvad navnet eller navnene i givet fald var, men her angives Sigrid Storråde som Estrids mor, da dette synes at komme i mindst konflikt med traditionen.